# Magnolia acuminata
Magnolia acuminata är en magnoliaväxtart som först beskrevs av Carl von Linné, och fick sitt nu gällande namn av Carl von Linné. Magnolia acuminata ingår i släktet Magnolia och familjen magnoliaväxter.

## Underarter
Arten delas in i följande underarter:
- M. a. acuminata
- M. a. subcordata

## Bildgalleri

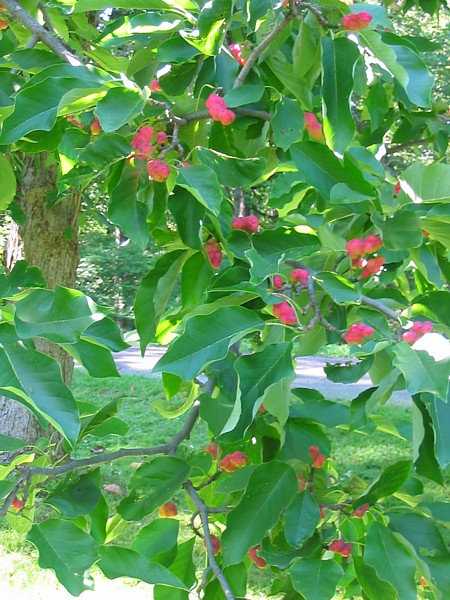
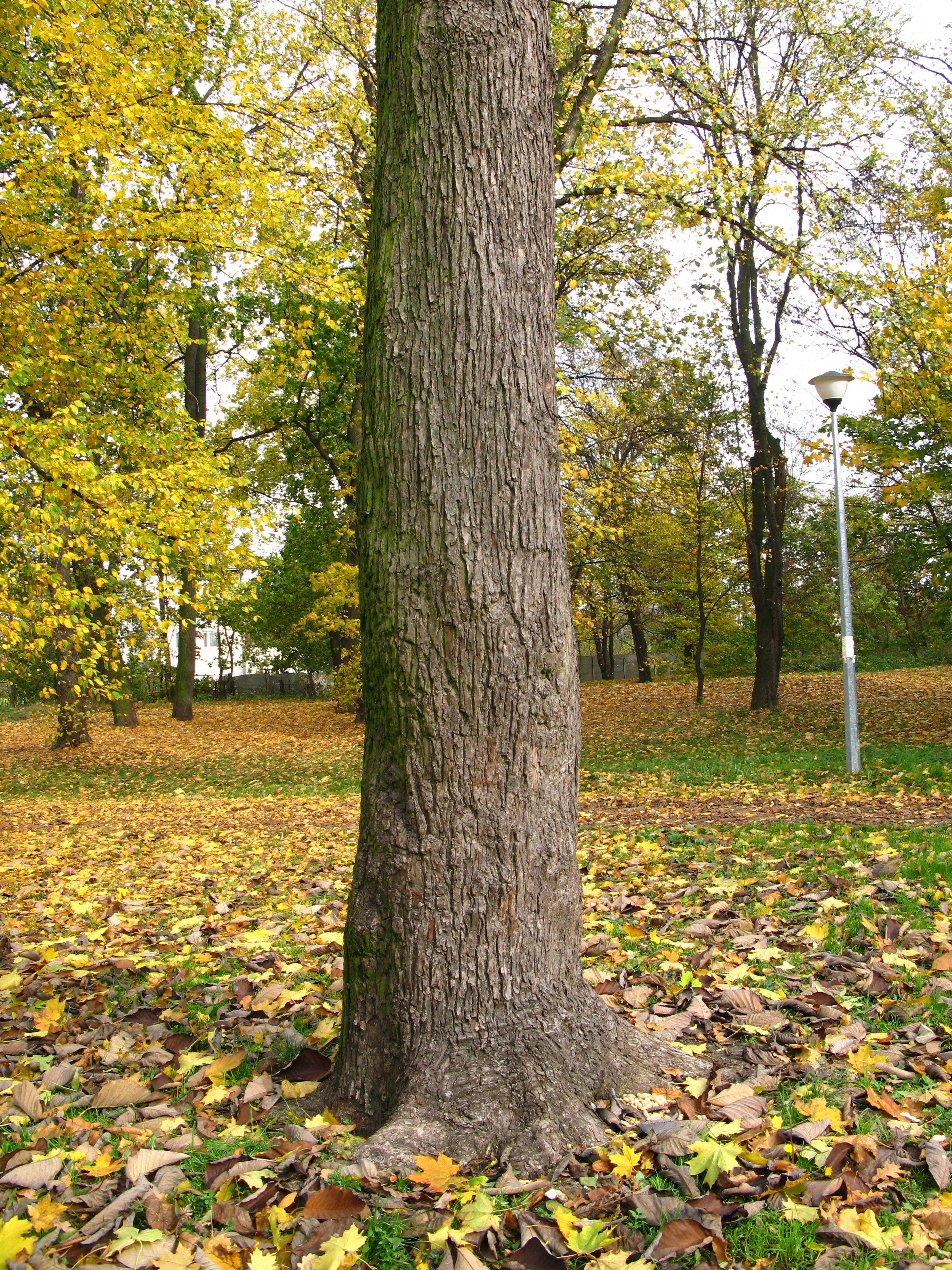
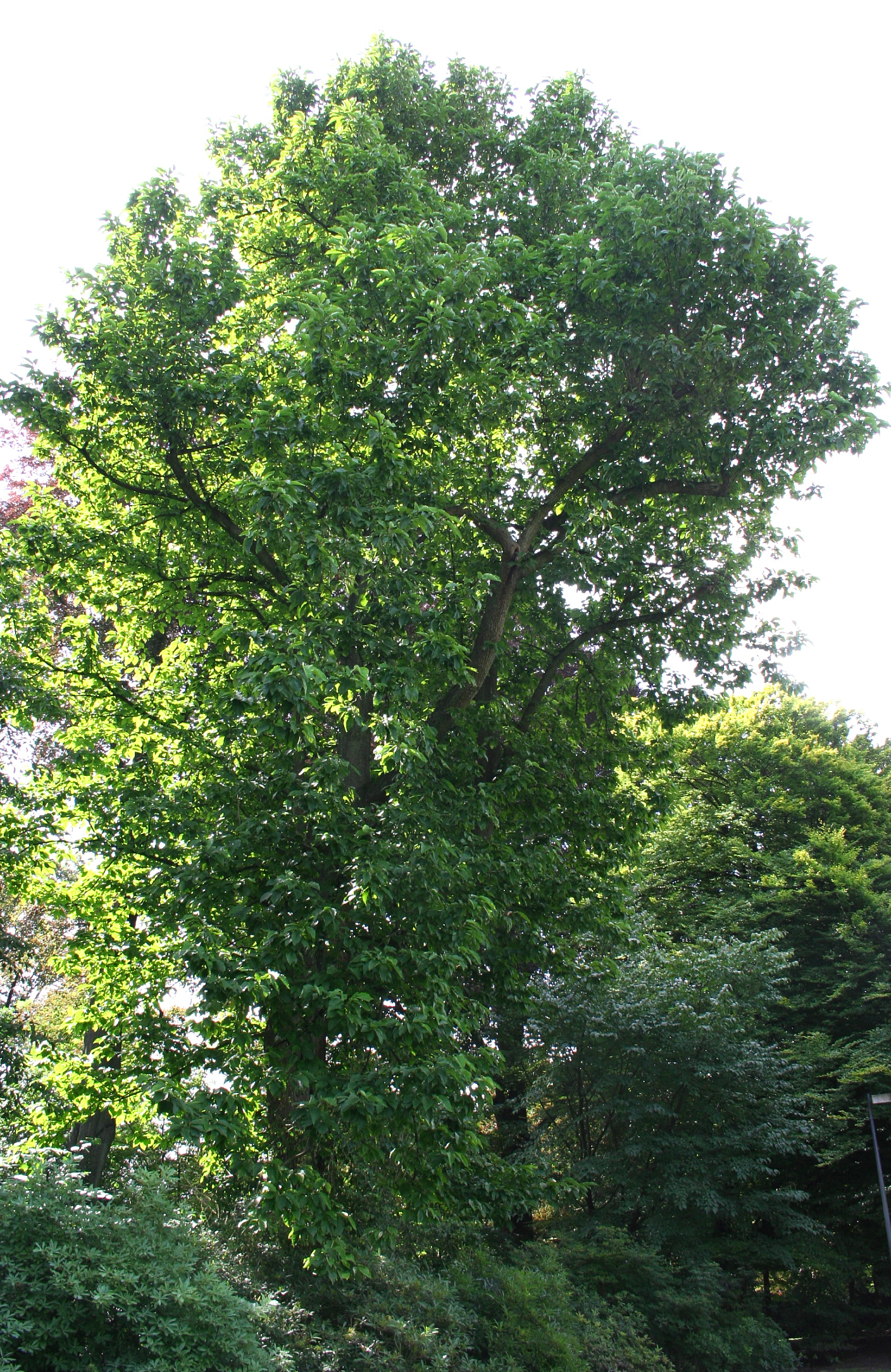
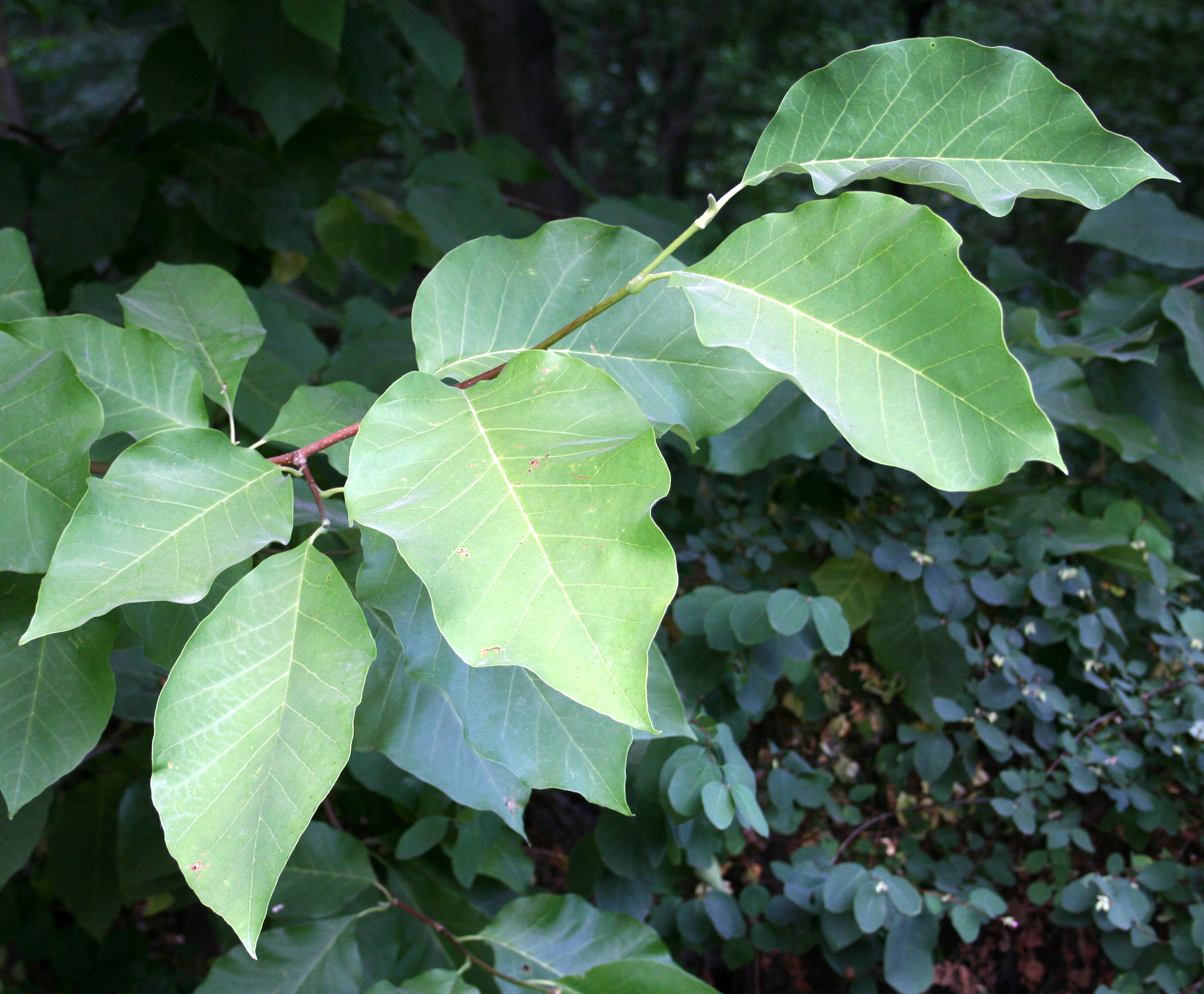
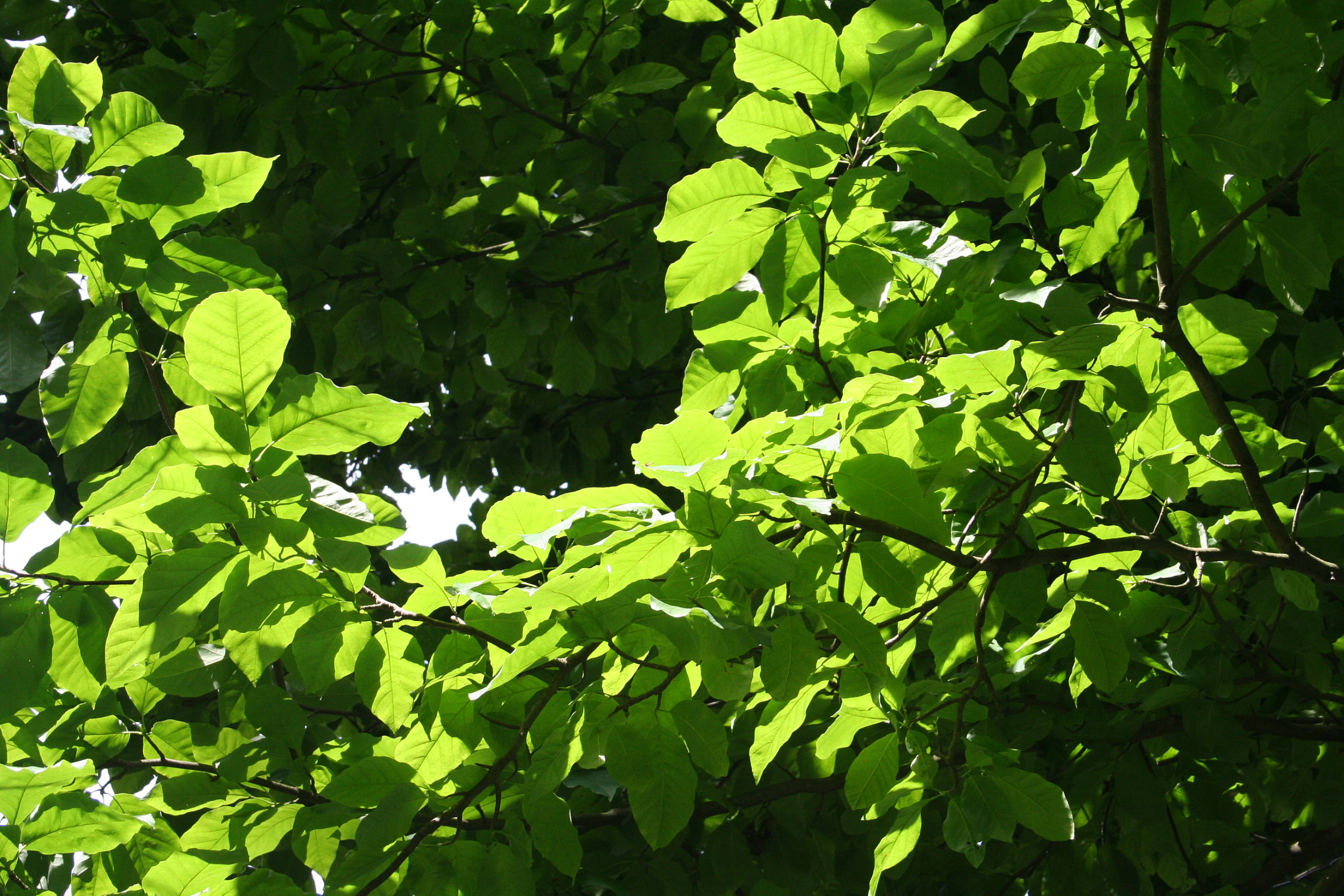
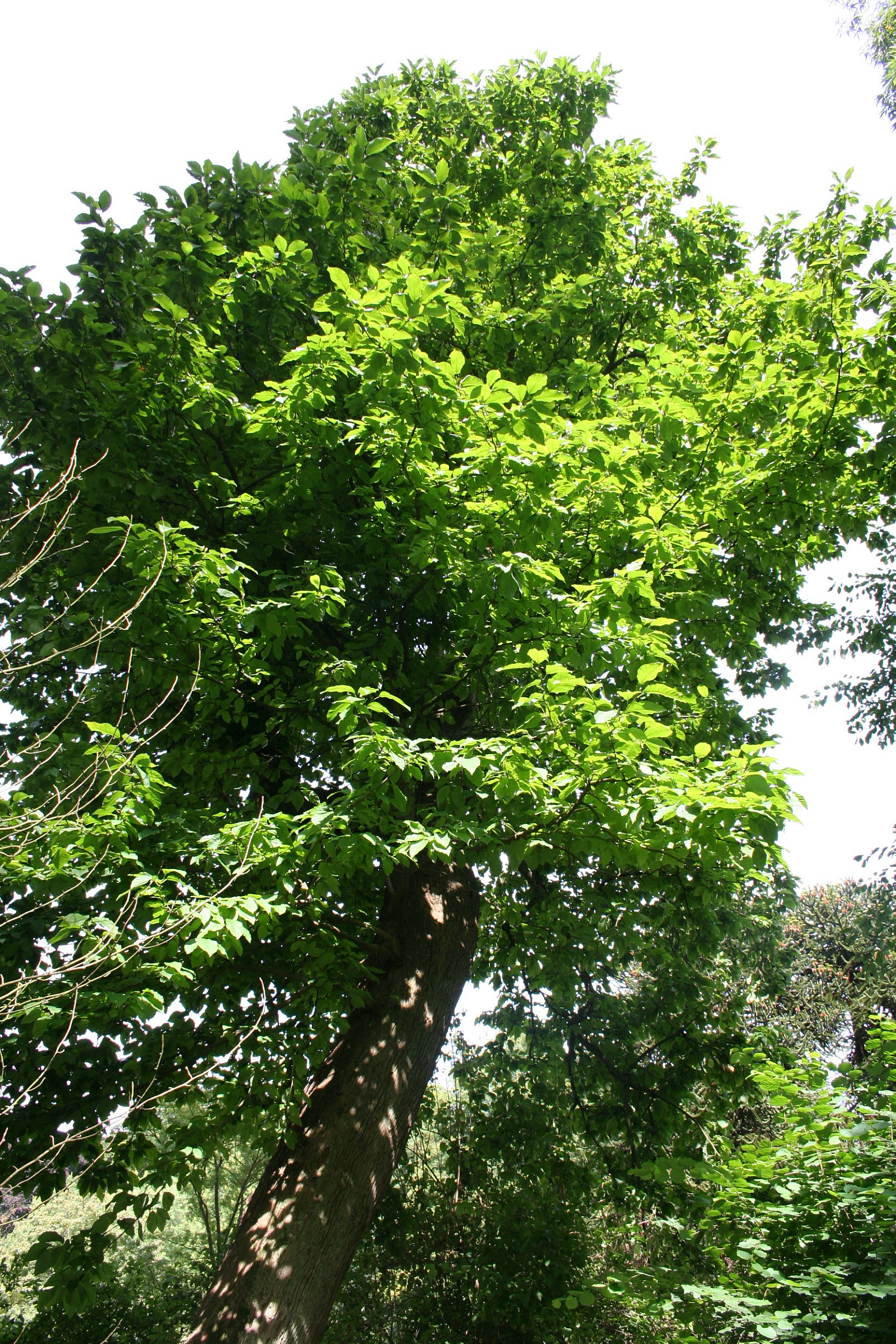